# Volvox
A Volvox a zöldalgák egyik nemzetsége. Az algák 500–50 000 sejtből álló, gömb alakú kolóniákat alkotnak. A nemzetség tagjai édesvizű tavacskákban, tócsákban élnek. 

## Felépítése
A Volvox kolóniák 500–50 000 sejtből állnak, gömb vagy gömbszerű formájúak, 0,1–6 mm átmérőjűek. Belül üresek, felszínüket kocsonyás mátrixba ágyazódott, egy síkba elrendeződött sejtek alkotják. Az egyedi sejtek gömb, ovális vagy csillag alakúak, a Chlamydomonasra hasonlítanak, pohár formájú kloroplasztisszal és szemfolttal rendelkeznek, két egyforma ostoruk a külvilág felé irányul. Egyes fajokban a sejtek vékony (vagy vastagabb) protoplazmaszálakkal kapcsolódnak egymáshoz. A kolóniát ostoraik koordinált mozgásával hajtják előre, a szemfoltjaik által érzékelt fény felé.
A Volvoxok az egész világon elterjedtek, édesvizű tavakban, pocsolyákban fordulnak elő.

## Szaporodása
A kolónia sejtjeinek többsége vegetatív, szaporodásképtelen, ám néhány (2–50), a szervezet hátsó egyharmadában elhelyezkedő sejt (gonídium) képes a reprodukcióra. A gonídiumok ostor nélküliek, úszásképtelenek. A Volvoxok szaporodása lehet ivartalan vagy ivaros. Előző esetben a reproduktív sejtek többszöri osztódáson mennek keresztül, míg kis, a kolónia belső űrje felé néző gömböt hoznak létre, mely aztán leválik. A gömbben a sejtek ostorai eleinte befelé néznek, majd a falról való leválás után kifordulnak. Az anyakolónia idővel szétesik, a belsejében növekvő leánykolóniák pedig kirajzanak.
A szexuális reprodukció oogám. Ilyenkor a gonídiumok nagy méretű, ostor nélküli petesejtet és apró, ostoros, mozgékony spermiumokat termelnek. Az egyes telepek fajtól függően lehetnek egy- vagy kétivarúak. Önmegtermékenyítés nem fordul elő, mert a spermiumok termelése megelőzi a petékét. A megtermékenyítés után a zigóta (vagy oospóra) vastag sejtfallal veszi körbe magát.

## Evolúciója
A Volvox nemzetség tagjait a biológusok jó modellszervezetnek tartják, amikor a soksejtű szervezetek kialakulását tanulmányozzák. A sejtek specializálódása még éppen csak elkezdődött nála, mindössze kétféle – vegetatív és gonídium – sejttel rendelkezik. A genetikai vizsgálatok alapján a Volvoxok kialakulása 200 millió évvel ezelőttre tehető, vagyis nem tekinthetők a soksejtű növények elődjeinek, mert ekkor – a triász korban – már a nyitvatermők is kifejlődtek.    

## Fajai
- Volvox africanus G.S.West

A Volvox felépítése:1: egyedi sejt 2: leánykolónia 3: protoplazmaszálak 4:sejtközti gélmátrix 5:reproduktív sejt 6: vegetatív sejt

- Volvox amboensis M.F.Rich & M.A.Pocock
- Volvox aureus Ehrenberg
- Volvox barberi W.R.Shaw
- Volvox capensis M.F.Rich & M.A.Pocock
- Volvox carteri F.Stein
- Volvox chaos Linnaeus
- Volvox dissipatrix (W.R.Shaw) Printz
- Volvox fertilis Nayal
- Volvox gigas M.A.Pocock
- Volvox globator Linnaeus - típusfaj
- Volvox merrillii W.R.Shaw
- Volvox migulae (W.R.Shaw) Printz
- Volvox lismorensis Playfair
- Volvox obversus (W.R.Shaw) Printz
- Volvox ovalis Pocock ex Nozaki & A.W.Coleman
- Volvox perglobator J.H.Powers
- Volvox pilula O.F.Müller
- Volvox pocockiae R.C.Starr
- Volvox polychlamys Korshikov
- Volvox powersii (W.R.Shaw) Printz
- Volvox rousseletii G.S.West
- Volvox spermatosphaera Powers
- Volvox tertius Art.Meyer